# Medsonet
medsonet. – Berufsverband für das Gesundheitswesen – ist eine nicht-tariffähige Arbeitnehmervereinigung im Christlichen Gewerkschaftsbund (CGB) und wurde am 5. März 2008 in Fulda gegründet. Die Geschäftsstelle befindet sich am Sitz der CGB-Gewerkschaft DHV – Die Berufsgewerkschaft (DHV) in Hamburg. In der Satzung vom 5. März 2008 sah sich Medsonet als Gewerkschaft der Arbeitnehmer in allen Bereichen des Gesundheitswesens und der sozialen Dienste. Seit April 2013 hat Medsonet die Tarifarbeit eingestellt und versteht sich nicht mehr als Gewerkschaft, sondern als Berufsverband. Der Vorsitzende des Vorstands ist Jörg Schulze.

## Tarifverträge
Medsonet und die DHV haben am 7. Juli 2008 einen Haustarifvertrag mit den kommunalen Stiftungen Freiburg abgeschlossen. Der Stiftungsrat hatte am 20. Juni 2007 angekündigt, die Tarifbindung zum Tarifvertrag für den öffentlichen Dienst (TVöD) zum Ende 2007 aufzukündigen. Die Tarifverhandlungen mit ver.di waren im März 2008 gescheitert.
Medsonet hat am 20. Oktober 2008 einen Bundesmanteltarifvertrag für die Beschäftigten in Privatkliniken mit dem Bundesverband Deutscher Privatkliniken abgeschlossen. Im September 2006 waren die Tarifverhandlungen von ver.di abgebrochen worden. Daraufhin hatte die DHV am 15. Dezember 2006 einen entsprechenden Tarifvertrag abgeschlossen.

## Kritik
Bereits ein paar Monate nach ihrer Gründung am 5. März 2008 kam medsonet in die Kritik: Laut ver.di wurde medsonet gegründet, nachdem das Landesarbeitsgericht Hamburg im März 2008 festgestellt hatte, dass die DHV für die meisten Berufe im Sozial- und Gesundheitswesen keine Tarifverträge abschließen kann. ver.di behauptet, dass durch die Geschäftsführung des DRK-Blutspendedienstes West in Hagen Beschäftigte genötigt würden, in den DHV bzw. medsonet einzutreten. Tatsächlich haben auf freiwilliger Basis per Mitte 2010 bereits 60 % der Mitarbeiter den DHV/medsonet-Tarif zur Grundlage ihres Arbeitsvertrags gemacht. Weitere 30 % haben den parallel gültigen ver.di-Haustarif gewählt.

## Aberkennung der Tariffähigkeit
Am 17. Mai 2011 entschied das Arbeitsgericht Hamburg, dass medsonet aufgrund der geringen Mitgliederzahl (nach eigenen Angaben im Verfahren 7.000 Mitglieder; entspricht einem Organisationsgrad von etwa 0,32 %) keine tariffähige Gewerkschaft ist. Dies bestätigte das Bundesarbeitsgericht am 11. Juni 2013 (Az.: 1 ABR 33/12). Damit sind alle von medsonet abgeschlossenen Tarifverträge unwirksam.